# Церковь Святого Антония (Толочин)
Церковь Святого Антония Падуанского (бел. Касцёл Святога Антонія Падуанскага) — католический храм в городе Толочин, Беларусь. Относится к Оршанскому деканату Витебского диоцеза. Памятник архитектуры, построен в 1813—1861 годах. Храм включён в Государственный список историко-культурных ценностей Республики Беларусь, освящён во имя святого Антония Падуанского. Расположен по адресу: ул. Ленина, д.50.

## История
Католический приход в Толочине основан в 1604 году, когда Лев Сапега построил в городе костёл, школу и больницу для больных. Город неоднократно разорялся во время Русско-польской войны 1654—1657 годов и во время Отечественной войны 1812 года. От ранних католических храмов Толочина до нашего времени ничего не сохранилось.
Современный храм Святого Антония в Толочине построен между 1813 и 1861 годами в ознаменование победы в Отечественной войне 1812 года. Некоторые источники приводят как дату окончания строительства 1853 год.
Церковь функционировала до 30-х годов XX века, потом была закрыта советскими властями. После второй мировой войны в нём были последовательно устроены склад, кафе и клуб. В 60-х годах была разрушена колокольня церкви (не восстановлена). В восьмидесятые годы была попытка отремонтировать его и разместить там краеведческий музей, но потом он был возвращен верующим. В 1993 году было отреставрировано.

## Архитектура
Архитектурный стиль храма эклектичен, в нём смешались черты позднего барокко и неоклассицизма. Монументальную архитектуру подчёркивает расположение храма на вершине высокого холма. Храм представляет собой трёхнефную базилику, центральный неф продолжен полукруглой апсидой. Основное пространство храма прямоугольно, накрыто двускатной крышей.